# Суонзи, Мэри
Мэри Суонзи (англ. Mary Swanzy; 15 февраля 1882, Дублин, Ирландия — 7 июля 1978, Лондон, Великобритания); ирландская новаторская художница. Первой в ирландской живописи (в конце 1910-х годов) в портретах , пейзажах и натюрмортах осваивала кубистический метод.

## Биография
Мэри Суонзи родилась 15 февраля 1882 года в Дублине, в состоятельной семье. Её отец, сэр Генри Росборо Суонзи, был преуспевающим врачом-офтальмологом и вице-президентом Хирургического колледжа. Обучение Мэри Суонзи началось с домашних уроков; затем она отправилась изучать языки во Францию и Германию. Решив заняться живописью, в Париже (1905—1906) Суонзи поступает в студию Антонио де ла Гандара, посещает академию Коларосси (популярную среди студентов-художников, чуждых строгим канонам царящего в большинстве парижских школ академизма) . Молодая художница знакомится с живописцами-новаторами, посещает званые вечера у Гертруды Стайн, восторгается работами Гогена, Матисса и Пикассо. В эту же пору у неё устанавливаются дружеские отношения (продлившиеся до конца дней) с ирландской художницей более старшего поколения, Сарой Пёрсер.
Возвратившись в 1906 в Дублин, Суонзи исполняет первые портреты на заказ. В те годы (вплоть до начала Первой мировой войны), манера Мэри Суонзи ближе скорее к академической школе. Однако, предвоенные путешествия по Европе принесли свой плод: несмотря на прохладное отношение ирландских критиков к модернистским веяниям, Суонзи всё более вовлекается в работу с чистыми формами, свободными от прямого соответствия натуре . В 1913 году прошла её первая персональная выставка в Дублине.
Развернувшаяся на континенте мировая война не остановила художницу от участия в выставках: в Салоне Независимых в Париже (её работы экспонируются вместе с орфистскими композициями заметно повлиявшего на творчество Суонзи абстракциониста Р. Делоне); в галерее Гровенор (англ.) в Лондоне, и снова — в Салоне Независимых .
В 1919 она некоторое время живёт в Чехословакии, после чего предпринимает очень далёкое путешествие: в 1923 она со своей тёткой остановилась в Гонолулу, а оттуда отправился на Самоа . Живописные работы, вдохновлённые природой Южных морей (и, во многом, живописью таитянского периода Поля Гогена  ), были выставлены в Европе и в США. 
Поздние годы жизни (с 1926) Мэри Суонзи провела в юго-восточном пригороде Лондона, в районе Блэкхит (англ.) .
При жизни было организовано несколько ретроспективных выставок Суонзи, в том числе, в Париже, и в Дублине (1943) В 1988, через 10 лет после смерти художницы, в галерее Хью Лейн в Дублине прошла масштабная выставка Мэри Суонзи.